# Mitsubishi Pajero
Mitsubishi Pajero je automobil vyráběný od roku 1982 firmou Mitsubishi Motors. Patří mezi nejzdatnější auta v terénu, jelikož Mitsubishi ho posílá na každý ročník rallye Paříž – Dakar a získává tím velmi mnoho zkušeností, které potom uplatňuje při výrobě nové generace. Mezitím už je tu 4. generace a získaných 12 vítězství v této rallye. Ve španělsky mluvících zemích se auto jmenuje Montero, protože Pajero ve španělštině má vulgární význam.

## První Generace
1. generace dnes již světově proslulého Mitsubishi Pajero byla poprvé představena na autosalonu Tokio Motor Show v říjnu 1981 a začala se prodávat v květnu 1982. Konstruktéři se vrátili k padesát let staré myšlence pohonu 4x4, který byl použit u automobilu Mitsubishi PX 33. Zároveň se Pajero stalo také prvním terénním automobilem s turbodieselem a verze 5-dv. mohla přepravit až 7 osob, takže se z tohoto auta brzy stal světový boom. Mezi roky 1989 - 1990 se prodalo přes 300 000 kusů Pajera.

### Motory
- 2.0 I4, benzin
- 2.6 I4, benzin
- 2.3, diesel
- 2.5, diesel
- 2.5, turbodiesel
- 3.0 V6, benzin

### Převodovky
- 4stupňová automatická
- 5stupňová manuální

### Rozměry
- rozvor - 2695 mm (5-dv.), 2350 mm (3-dv.)
- délka - 4650 mm (5-dv.), 3995 mm (3-dv.)
- šířka - 1680 mm
- výška - 1890 mm (5-dv.), 1850 mm (3-dv.)

## Druhá Generace
Mitsubishi Pajero 1. generace začalo postupně ztrácet na atraktivitě a navíc bylo objeveno hodně nových poznatků, takže konstruktéři zkonstruovali v roce 1991 2. generaci úspěšného modelu Pajero. Nové a mohutnější auto bylo dostupné ve čtyřech variantách karoserie: Metal Top, Canvas Top Convertible, Semi High Roof Wagon a High Roof Wagon. Proběhlo zde také zlepšení systému 4x4, byl zde použit systém Super Select 4WD (SS4) a systém ABS, který byl poprvé použit u auta s náhonem 4x4. Systém SS4 byl revoluční v tom, že řidič měl na výběr ze čtyř možností pohonu: náhon jen na zadní kola (poloha páky 2H), náhon na všechna kola s viskózní spojkou mezinápravového diferenciálu, částečně nahrazující funkci samosvorného diferenciálu (poloha páky 4H)(viskospojka umožní téměř volný prokluz, pokud je ale prokluz jen malý a netrvá dlouho. Když se začne rozdíl otáček předního a zadního kardanu zvyšovat nebo trvá delší dobu, dojde k zahřívání viskospojky, ta začne vlivem tepla zvyšovat svoji svornost a plní tak funkci samosvorného diferenciálu s proměnlivou svorností. Nikdy však nedosáhne takové svornosti, aby plně nahradila klasickou mechanickou uzávěrku diferenciálu. Stejný princip se používá na některých ventilátorech u chladičů), další poloha páky je 4HLc, což je pohon všech kol se 100% mechanickou uzávěrkou mezinápravového diferenciálu, následuje neutrál přídavné převodovky (používá se například pro mechanický naviják - rychlost a směr navíjení/odvíjení se řídí rychlostí zařazenou na hlavní převodovce (1 až 5 + zpátečka), ale kola auta se netočí), a poslední poloha je 4LLc, což je stejné jako 4HLc, jen navíc s redukcí (přídavný převod pro snížení rychlosti jízdy - změní celkový převod všech rychlostních stupňů výrazně do pomala. Používá se v těžším terénu, při sjíždění strmých kopců a podobně). Zvláštností tohoto systému je pak také to, že přední náprava nemá tak zvané volnoběžky. Všechny poloosy jsou trvale spojené s koly a v předním diferenciálu je speciální spojka, která rozpojí jednu (pravou) poloosu v případě, že je zařazen pohon jen zadní nápravy (poloha 2H). Tím ulehčí otáčení předního kardanu a sníží tak odpor, který by jinak kladl trvalý pohon všech kol. Díky tomuto řešení lze pohon všech kol zařadit i vyřadit za jízdy (do rychlosti 100 km/h) a není potřeba po vyřazení pohonu všech kol couvat (jak tomu je u systémů s volnoběžkami). Na rozdíl od první generace je zde přítomen mezinápravový diferenciál, který je vybaven 100% mechanickou uzávěrkou a zmíněnou viskospojkou. Ovládání všech uzávěrek a spojek v převodovce i přední nápravě probíhá automaticky, podle polohy páky přídavné převodovky. Zařazený systém pohonu a aktivované uzávěrky se zobrazují formou rozsvěcení či blikání kontrolek na přístrojové desce (na schematickém obrázku podvozku umístěném uprostřed mezi tachometrem a otáčkoměrem). Vedle toho je k dispozici (stejně jako u první generace) na výběr i původní systém pohonu 4x4 s volnoběžkami (part-time 4WD) nebo třetí možnost - mezistupeň mezi těmito dvěma řešeními, nazvaný Easy Select, který funkčními režimy odpovídá původnímu 4WD systému (nabízí režimy 2H, 4H a 4L), avšak místo volnoběžek probíhá (stejně jako u SS4) připojování předního náhonu zubovou spojkou na principu podtlaku.

### Motory
- 2.5 TD
- 2.8L TD
- 2.4L I4
- 3.0L V6
- 3.5 V6

### Převodovky
- 4stupňová automatická
- 5stupňová manuální

### Rozměry
- rozvor - 2725 mm (5-dv.), 2420 mm (3-dv.)
- délka - 4705 mm (5-dv.), 4030 mm (3-dv.)
- šířka - 1695 mm
- výška - 1875 mm (5-dv.), 1850 mm (3-dv.)

## Třetí Generace
3. generace se objevila na Japonském trhu již v roce 1999, ale na ostatní trhy se dostala až roku 2000 nebo 2001. Nové Pajero bylo úplně předělané. Mělo samonosnou (i když integrovaným rámem řádně vyztuženou) karosérii, nižší světlou výšku a nezávisle zavěšená všechna kola, což podstatně zlepšovalo jízdu po silnici. To bylo bohužel trochu na škodu, jelikož vlastnosti v terénu se o něco zhoršily. Proto také zůstalo v nabídce Pajero 2 generace pod jméno Pajero Classic.

### Motory
Zážehové vidlicové:
- 3.0i 12V
- 3.0i 24V
- 3.5i 24V

Přeplňované vznětové řadové:
- 2.5 turbodiesel
- 2.8 turbodiesel
- 3.2 turbodiesel D-ID

### Převodovky
- 4stupňová automatická
- 5stupňová manuální
- 5stupňová automatická

### Rozměry
- rozvor - 2780 mm (5-dv.), 2545 mm (3-dv.)
- délka - 4800 mm (5-dv.), 4220 mm (3-dv.)
- šířka - 1875 mm
- výška - 1855 mm (5-dv.), 1845 mm (3-dv.)

## Čtvrtá generace
4. generace Pajera je na trhu od roku 2006 a zůstává i přes velké pokroky v technice věrné svému původnímu designu. Vylepšené konstrukce a technologie přinášejí nejen zlepšené ovládání, sníženou hladinu hluku a vyšší bezpečnost, ale také posilují výkon vozu Pajero a zdokonalují pohodlí. Zesílená samonosná karoserie vozu Mitsubishi Pajero se zabudovaným rámem poskytuje vysoce pevnou konstrukci s deformačními zónami okolo motoru a absorbuje energii nárazu, aby byla zajištěna co nejvyšší bezpečnost cestujících. Pro případ srážky je Mitsubishi Pajero vybaveno nejen dvoustupňovými předními airbagy, ale také bočními airbagy a okenními airbagy pro nejvyšší ochranu řidiče i spolujezdců. Mitsubishi Pajero je vybaveno kompletní sadou aktivních bezpečnostních prvků, včetně stabilizačního a trakčního systému M-ASTC, protiblokovacího brzdového systému ABS a systému EBD. Pohon 4WD Super Select II umožňuje přeřadit z pohonu dvou kol na pohon čtyř kol při rychlostech až 100 km/h. Pro jízdu v náročném terénu je možné vybrat režim s redukovaným převodem, který téměř zdvojnásobuje účinnost brzdění motoru při jakémkoliv převodovém stupni, což dává vozu Mitsubishi Pajero dostatečně pomalý pohon pro zvládnutí velmi prudkých svahů, hlubokého sněhu nebo bláta. K dispozici je i uzávěrka zadního diferenciálu. Je vybaveno špičkovým audiosystémem s výkonem 860 wattů speciálně navrženým pro tento vůz společností Rockford Corporation. Interiér je obklopen 12 reproduktory.

### Převodovky
- 5stupňová manuální
- 5stupňová automatická

### Rozměry
- rozvor - 2780 mm (5-dv.), 2545 mm (3-dv.)
- délka - 4900 mm (5-dv.), 4385 mm (3-dv.)
- šířka - 1875 mm
- výška - 1900 mm (5-dv.), 1850 mm (3-dv.)

### Spotřeba
- 9,9 litr, CO2 – Výkon od 244 g/km (Třídveřová verze).
- 10,6 litr, CO2 – Výkon od 246 g/km (Pětidveřová verze).